# 堀鉄蔵
堀 鉄蔵（ほり てつぞう、1941年12月10日 - ）は、日本の経営者。名古屋テレビ放送社長を務めた。東京都出身。

## 経歴
1965年に横浜国立大学経済学部を卒業し、同年に朝日新聞社に入社。2000年6月に全国朝日放送に転じ、顧問と取締役に就任し、2001年6月に常務を経て、2004年6月に名古屋テレビ放送社長に就任。2010年1月に取締役相談役に就任。
2014年11月に旭日中綬章を受章。